# Al-Ajn
Al-Ajn (arabsky: العين‎, doslova „Pramen“ nebo „Oko“) je čtvrté největší město ve Spojených arabských emirátech, rozkládající se na samém východě emirátu Abú Zabí u hranice s Ománem. Al-Ajn leží asi 160 km východně od Abú Zabí a 120 km jižně od Dubaje. Město je zároveň jednou ze tří obcí, jež v současnosti v emirátu Abú Zabí existují (další dvě jsou Abú Zabí a Západní oblast) a spolu s městem Abú Zabí tvoří Východní oblast. Jádrem města je šest velkých oáz o rozloze 12 km2, které jsou významné pěstování palmy datlové a dalších ovocných stromů. V roce 2009 zde žilo 374 000 obyvatel. Ve městě se nachází také několik univerzit, mezinárodní letiště, zoo a hraniční přechod do Ománu.
Oázy v al-Ain jsou propojeny komplexem studní a systémem tradičních zavlažovacích kanálů faladž (v plurálu arabsky afládž), kterým se reguloval tok vody přiváděné z vádí.
Díky mírnějším teplotám a suchému létu je oblíbenou destinací obyvatel metropole Abú Zabí, kteří zde mají svá letní sídla.
Od roku 2011 jsou zdejší oázy a některé z nejstarších lokalit zapsané na seznamu světového dědictví UNESCO.

## Obyvatelstvo
Vývoj počtu obyvatel zachycuje tabulka:
| rok  | způsob  | počet obyvatel |
| ---- | ------- | -------------- |
| 1975 | sčítání | 50 704         |
| 1980 | sčítání | 102 329        |
| 1985 | sčítání | 133 022        |
| 1995 | sčítání | 225 970        |
| 2005 | sčítání | 290 000        |
| 2010 | odhad   | 376 929        |
| 2013 | odhad   | 435 994        |